# يوجينيا كوزمينا
يوجينيا كوزمينا (بالإنجليزية: Eugenia Kuzmina)‏ هي عارضة وممثلة أمريكية، ولدت في 25 ديسمبر 1981 في موسكو في روسيا.

## أعمال

### أفلام
- (2014) تلك اللحظة المحرجة[5][6]
- (2014) غضب[7]
- (2015) روك ذا كاسباه[8]
- (2015) عائلة فانج
- (2016) أمهات سيئات[9][10][11]

### مسلسلات
- الفتاة الجديدة
- كاسل

## وصلات خارجية
- الموقع الرسمي
- يوجينيا كوزمينا على موقع IMDb (الإنجليزية)
- يوجينيا كوزمينا على موقع قاعدة بيانات الأفلام العربية
- يوجينيا كوزمينا على موقع ألو سيني (الفرنسية)
- يوجينيا كوزمينا على موقع أول موفي (الإنجليزية)
- يوجينيا كوزمينا على موقع قاعدة بيانات الفيلم (الإنجليزية)
- يوجينيا كوزمينا على موقع كينوبويسك (الروسية)